# Mircea David
Mircea David (né le 16 octobre 1914 à Sinaia en Roumanie, et mort le 12 octobre 1993 à Iași en Roumanie) était un joueur international et entraîneur de football roumain.

## Début de sa vie
Mircea David, natif de Sinaia en octobre 1914, part vivre tôt avec sa famille dans la ville de Oradea. Au lycée, David commence à jouer à l'oina, un sport traditionnel roumain, similaire au baseball. 
Il commence ensuite à jouer au football avec quelques amis plus vieux que lui. Mais après quelque temps, il arrête par ennui, car il est la plupart du temps placé en tant que gardien de but. Il refuse ensuite de continuer le football et commence à pratiquer la gymnastique.
Lors d'une de ses vacances d'été, son père lui achète un ballon de football. Il recommence donc à rejouer au football. Il part voir un match en tant que spectateur lors d'un match entre l'équipe locale du CA Oradea et le club autrichien de l'Admira Vienne. Lors de ce match, il est très impressionné par le portier autrichien, Rudi Hiden. C'est donc pour cette raison qu'il choisit par la suite de devenir gardien de but.

### Club
En 1933, il commence sa carrière senior au Clubul Atletic Oradea. Lors d'un de ses premiers matchs au CAO, il sauve 7 penalties lors d'un match amical contre Minerul Lupeni. Il continue ensuite à bien jouer pour son club, où il reste jusqu'en 1938, année où il est acheté par le Venus FC Bucarest pour cause de crise financière de son ancien club.
Lors de sa première saison au Venus, il gagne le championnat roumain. La saison suivante, il répète la même performance. Il reste au Venus jusqu'en 1947, où il quitte ensuite Bucarest le 23 août pour une équipe de Lugoj. 
En 1948, il retourne dans son club d'origine, renommé l'IC Oradea, et gagne son 3e championnat roumain. En 1952, il prend sa retraite.

### International
David fait ses débuts pour l'équipe de Roumanie de football en octobre 1936, lors d'une défaite contre la Hongrie. En 1938, il est sélectionné pour participer à la coupe du monde 1938, mais ne joue aucun des deux matchs du pays contre Cuba. 
Le 14 avril 1940, Mircea David est dans le onze de départ le l'équipe de Roumanie contre l'Italie, les champions du monde. Le match, qui a lieu au Stadio Nazionale del P.N.F., est le match qui fera de David une légende.
Après une première mi-temps dominée par les Italiens, David devient un héros dans son pays, grâce à une grande série d'arrêts spectaculaires sur sa ligne face aux stars italiennes Silvio Piola et Sergio Bertoni. Les Roumains prennent contre toute attente le cours du match lorsque Iuliu Baratky inscrit le premier but du match.
Il encaisse ensuite deux buts d'Amedeo Biavati et de Silvio Piola et est par la suite sérieusement blessé après un choc avec Sergio Bertoni. David est pourtant déterminé à ne pas abandonner. Il continue à sauver son équipe en plongeant dans les pieds des attaquants italiens. Jusqu'à la fin du match, il saute en l'air pour attraper le ballon et continue un grand nombre d'arrêts, jusqu'à faire une syncope après un magnifique sauvetage.
Il continue malgré tout à jouer et termine le match sur le terrain. L'italien Vittorio Pozzo, seul entraîneur à avoir remporté deux fois la coupe du monde de football déclarera : « Avec Piola en attaque et David aux buts, un entraîneur n'aurait aucun problème à remporter un match ». Il est également félicité par Silvio Piola et par les supporters italiens, qui le surnomment « Il Dio ».

### Entraîneur
Après sa retraite de joueur, Mircea David débute une courte carrière d'entraîneur au FC Politehnica Iași. Après avoir fait remonter le club en première division en 1960, il renonce à continuer d'entraîner et devient un membre de la Fédération de Roumanie de football.

## Palmarès
- Championnat de Roumanie (3) : 1938-1939, 1939-1940, 1948-1949